# Wenzhou Redbucks
I Wenzhou Redbucks sono una squadra di football americano di Wenzhou, in Cina, fondata nel 2015.

## Dettaglio stagioni

### Tornei nazionali

#### Campionato

##### CBL
| Stagione | regular season | regular season | regular season | regular season | regular season | regular season | playoff | playoff | playoff | playoff | playoff | playoff   | playoff    |
|          | Vin            | Par            | Per            | Tot            | PF             | PS             | Vin     | Per     | Tot     | PF      | PS      | risultato | avversaria |
| -------- | -------------- | -------------- | -------------- | -------------- | -------------- | -------------- | ------- | ------- | ------- | ------- | ------- | --------- | ---------- |
| 2016     | 1              | 0              | 1              | 2              | 40             | 32             | -       | -       | -       | -       | -       | -         | -          |
| 2017     | 2              | 0              | 3              | 5              | 93             | 146            | -       | -       | -       | -       | -       | -         | -          |
| 2018     | 1              | 0              | 4              | 5              | 64             | 110            | -       | -       | -       | -       | -       | -         | -          |
| 2019     | 2              | 0              | 2              | 4              | 45             | 43             | -       | -       | -       | -       | -       | -         | -          |
| Totale   | 6              | 0              | 10             | 16             | 242            | 331            | -       | -       | -       | -       | -       |           |            |

Fonti: Enciclopedia del Football - A cura di Roberto Mezzetti